# Ponte di San Sansone
Il Ponte di San Sansone (in russo Сампсониевский мост?, Sampsonievskij most), dal 1918 al 1993 noto come ponte della Libertà (мост Свободы, most Svobody), è un viadotto a sette campate che attraversa la Grande Nevka, a San Pietroburgo.

## Descrizione
Collega via Kuibyshev e il lungoneva Pietrogrado (sull'isola omonima) al crocevia tra il corso Finlandia, e il lungoneva Pirogov, nel quartiere di Vyborg.
Sul lato dell'isola di Pietrogrado, alla confluenza con la Neva, sorge la Scuola navale militare "Nachimov" sulla cui banchina prospiciente è attraccato il famoso incrociatore Aurora (oggi nave museo) che, col suo colpo di cannone, diede il via all'assalto al Palazzo d'Inverno.
Sulla sponda opposta invece, sorgono lo storico albergo San Pietroburgo (già Leningrado), l'Istituto centrale di ricerca sulle armi subacquee marittime, cioè il silurificio "Gidropribor" S.p.A e la casa di Ludvig Nobel.